# Clement Hill
Der Clement Hill ist ein 135 m hoher Hügel auf King George Island im Archipel der Südlichen Shetlandinseln. Er ist die höchste Erhebung im Süden der Fildes-Halbinsel und ragt 1,5 km nordwestlich des Halfthree Point auf.
Das UK Antarctic Place-Names Committee benannte ihn am 7. Februar 1978 nach Colin Cowan Clement (1929–1981), Dieselmotormechaniker und Leiter der Station des Falkland Islands Dependencies Survey in der Admiralty Bay von 1956 bis 1957. Im Composite Gazetteer of Antarctica ist zudem mit nahezu identischen Geokoordinaten ein Hügel unter dem Namen Shanhaiguan Feng (chinesisch 山海關峰) verzeichnet, den chinesische Wissenschaftler offenbar 1984 nach dem Shanhai-Pass benannten.